# Heavenly Sweet
Heavenly Sweetは稲森寿世の2枚目のシングル。2008年8月13日発売。

## CD・DVD収録曲
1. Heavenly Sweet - (5：16)
作詞：hisayo＋LINDEN/作曲：冨田恵一/編曲：冨田恵一
共作という形で稲森も作詞を担当している。作品のテーマは稲森曰く『とにかく夏らしく!POPに!元気に!!ひぃらしく!!!』。ポップなのは前作「GIRLS STYLE」と変わりないが、前作よりも音が重めで、格好良さが出ているという。音色にも相当懲り、稲森も最終段階の前でそのできにゾクゾクしていたという[1]。
2. 赤道小町ドキッ - (4:10)
作詞：松本隆/作曲：細野晴臣/編曲：RAM RIDER
山下久美子の同名の曲のカバー。RAM RAIDERによるアレンジ。
3. Heavenly Sweet（instrumental） - (5:14)

### DVD
1. Heavenly Sweet (MUSIC VIDEO)
PVの撮影は沖縄で行われた[1]。
2. メイキング映像

## タイアップ
- Heavenly Sweet
  - 「日テレBEACH HOUSE sea zoo」イメージ・ソング
  - KTV「ミュージャック」エンディング・テーマ